# Транслитерация деванагари латиницей
Существует несколько способов транслитерации письма деванагари латинским алфавитом. Наиболее распространёнными являются Международный алфавит транслитерации санскрита (IAST) (в печатных работах) и ITRANS (в интернете).
Хотя деванагари может использоваться для записи многих языков Индии, системы его транслитерации, как правило, не зависят от языка. Более того, многие из них изначально предназначены не только для деванагари, но для многих других или даже всех разновидностей индийского письма. Впрочем, чаще всего деванагари используется для записи языков санскрит и хинди.

## Системы с использованием диакритик

### Международный алфавит транслитерации санскрита
Международный алфавит транслитерации санскрита (IAST/МАТС, International Alphabet of Sanskrit Transliteration) является наиболее распространённой в академической среде системой транслитерации санскрита. IAST является фактически стандартом для печатных работ, как например, книг и журналов, а с постепенным распространением юникодовских шрифтов он всё шире используется и при электронном представлении текстов.

### Романизация Национальной Библиотеки в Калькутте (Колькате)
Романизация Национальной Библиотеки в Калькутте (РНБК/NLKR, National Library at Kolkata romanization) является расширением IAST, предназначенным для транслитерации по возможности всех разновидностей индийского письма. Она отличается от IAST использованием символов ē и ō для ए and ओ вместо e и o в IAST (в РНБК e и o используются для кратких гласных, представленных во многих современных языках Индии), использованием знака 'ḷ' для согласного ಳ в языке каннада (в IAST это слоговой согласный) и отсутствием знаков для передачи ॠ ऌ и ॡ, представленных исключительно в санскрите.

### ISO 15919
Стандартная схема транслитерации, предназначенная не только для деванагари, но для всех разновидностей индийского письма, была принята Международной организацией по стандартизации (ISO) в 2001 году под названием «стандарт ISO 15919». Эта схема является основой для всех современных электронных библиотек, стремящихся соответствовать нормам ISO. ISO 15919 изначально основана на юникоде и охватывает широкий спектр языков и письменностей Южной Азии.
Передача графем, имеющихся в деванагари, практически совпадает как с академическим стандартом IAST, так и системой, используемой Библиотекой Конгресса США — ALA-LC.

## Системы без диакритик

### Гарвард-Киото
Система Гарвард-Киото (Harvard-Kyoto) выглядит гораздо проще по сравнению с системами, использующими диакритики, такими как IAST. Вместо букв с диакритиками в ней используются заглавные буквы, так что набирать тексты в такой системе заметно проще, однако она может оказаться сложнее для восприятия.

### ITRANS
Схема ITRANS является расширением системы Harvard-Kyoto. Она используется на многих страницах в сети, а также в электронной переписке и на форумах.
Эта схема была разработана для программного пакета ITRANS, который используется для облегчения набора индийскими шрифтами. Пользователь вводит текст латинскими буквами с помощью схемы ITRANS, а препроцессор автоматически преобразует его в деванагари (или другую индийскую письменность по выбору пользователя). Последней версией ITRANS была 5.30, выпущенная в июле 2001 года.

### Система Вельтхёйса
Одним из недостатков систем Гарвард-Киото и ITRANS является использование строчных и заглавных букв в разных значениях. Этой сложности постарался избежать Франс Вельтхёйс (Velthuis) в своей системе, разработанной в 1996 году для ТеХа.

## Практическая транскрипция
Помимо транслитераций для передачи индийских слов (например, имён людей и географических названий) используется практическая транскрипция, которая зависит от языка окружающего текста. Так наиболее известной системой практической транскрипции в английских изданиях является система Королевского Географического общества, или т. н. система RGS-II. Основные её правила таковы:
- Долгие и краткие гласные согласно этой системе передаются так же, как в IAST.
- Носовые гласные передаются сочетанием гласной с n: an, on, en и т. д.
- Придыхательные согласные пишутся сочетанием согласной с h, так же, как и в других системах: th, dh, kh и др.
- Церебральные и зубные согласные не различаются, например, t одинаково может обозначать как зубной [t], так и церебральный [ʈ].
- Сибилянты ś и ṣ передаются как sh
- Палатальные c / ch передаются как ch / chh
- Носовые ñ и ṅ передаются как ny и ng
- Так как эта система используется только для современных языков Индии, в ней нет знаков для передачи специфических санскритских графем.

## Сравнение транслитераций
Ниже даётся сравнение различных систем транслитераций на примере деванагари.

### Гласные
| деванагари | IAST | Гарвард-Киото | ITRANS  | Вельтхёйс |
| ---------- | ---- | ------------- | ------- | --------- |
| अ          | a    | a             | a       | a         |
| आ          | ā    | A             | A/aa    | aa        |
| इ          | i    | i             | i       | i         |
| ई          | ī    | I             | I/ii    | ii        |
| उ          | u    | u             | u       | u         |
| ऊ          | ū    | U             | U/uu    | uu        |
| ए          | e    | e             | e       | e         |
| ऐ          | ai   | ai            | ai      | ai        |
| ओ          | o    | o             | o       | o         |
| औ          | au   | au            | au      | au        |
|            |      |               |         |           |
| ऋ          | ṛ    | R             | RRi/R^i | .r        |
| ॠ          | ṝ    | RR            | RRI/R^I | .rr       |
| ऌ          | ḷ    | lR            | LLi/L^i | .l        |
| ॡ          | ḹ    | lRR           | LLI/L^I | .ll       |
|            |      |               |         |           |
| अं          | ṃ    | M             | M/.n/.m | .m        |
| अः          | ḥ    | H             | H       | .h        |

### Согласные
В деванагари, как и в других разновидностях индийского письма, буквы для согласных по умолчанию содержат звук [a]. Во всех системах транслитерации этот звук должен передаваться отдельно.
| деванагари | IAST | Гарвард-Киото | ITRANS | Вельтхёйс |
| ---------- | ---- | ------------- | ------ | --------- |
| क          | ka   | ka            | ka     | ka        |
| ख          | kha  | kha           | kha    | kha       |
| ग          | ga   | ga            | ga     | ga        |
| घ          | gha  | gha           | gha    | gha       |
| ङ          | ṅa   | Ga            | ~Na    | "na       |
| च          | ca   | ca            | cha    | ca        |
| छ          | cha  | cha           | Cha    | cha       |
| ज          | ja   | ja            | ja     | ja        |
| झ          | jha  | jha           | jha    | jha       |
| ञ          | ña   | Ja            | ~na    | ~na       |
| ट          | ṭa   | Ta            | Ta     | .ta       |
| ठ          | ṭha  | Tha           | Tha    | .tha      |
| ड          | ḍa   | Da            | Da     | .da       |
| ढ          | ḍha  | Dha           | Dha    | .dha      |
| ण          | ṇa   | Na            | Na     | .na       |
| त          | ta   | ta            | ta     | ta        |
| थ          | tha  | tha           | tha    | tha       |
| द          | da   | da            | da     | da        |
| ध          | dha  | dha           | dha    | dha       |
| न          | na   | na            | na     | na        |
| प          | pa   | pa            | pa     | pa        |
| फ          | pha  | pha           | pha    | pha       |
| ब          | ba   | ba            | ba     | ba        |
| भ          | bha  | bha           | bha    | bha       |
| म          | ma   | ma            | ma     | ma        |
| य          | ya   | ya            | ya     | ya        |
| र          | ra   | ra            | ra     | ra        |
| ल          | la   | la            | la     | la        |
| व          | va   | va            | va/wa  | va        |
| श          | śa   | za            | sha    | "sa       |
| ष          | ṣa   | Sa            | Sha    | .sa       |
| स          | sa   | sa            | sa     | sa        |
| ह          | ha   | ha            | ha     | ha        |

### Некоторые сочетания согласных
| деванагари | ISO 15919 | Гарвард-Киото | ITRANS      |
| ---------- | --------- | ------------- | ----------- |
| क्ष         | kṣa       | kSa           | kSa/kSha/xa |
| त्र         | tra       | tra           | tra         |
| ज्ञ         | jña       | jJa           | GYa/j~na    |
| श्र         | śra       | zra           | shra        |

### Другие согласные
| деванагари | ISO 15919 | ITRANS   |
| ---------- | --------- | -------- |
| क़          | qa        | qa       |
| ख़          | k͟ha       | Kha      |
| ग़          | ġa        | Ga       |
| ज़          | za        | za       |
| फ़          | fa        | fa       |
| ड़          | ṛa        | .Da/Ra   |
| ढ़          | ṛha       | .Dha/Rha |

## Некоторые особенности

### Произношение конечного «a»
Как уже было сказано выше в деванагари и других индийских письменностях согласные графемы по умолчанию передают не одиночную согласную, а слог с базовой гласной ([a] в санскрите и хинди, [ɔ] в бенгальском). В транслитерации эта гласная передаётся отдельно. При этом во многих современных языках, по сравнению с санскритом, на конце слов этот звук был утрачен, что не отражается на письме. Тем не менее традиционно в транслитерации он передавался как в санскрите, так и в современных языках. Более современная система учитывает не только написание, но и произношение, и не передаёт гласный на конце слов при транслитерации текстов на современных языках, если он там не произносится. Например:
- санскрит: Mahābhārata (Махабхарата), Rāmāyaṇa (Рамаяна), Śiva (Шива)
- хинди: Mahābhārat, Rāmāyaṇ, Śiv

Тем не менее в некоторых словах конечное «a» сохраняется, чтобы избежать труднопроизносимые сочетания согласных на конце слов. Например: Krishna (Кришна), vajra, Maurya (Маурья).
Такое отпадение конечного «a» характерно не для всех современных языков, например, в каннада его нет, а в маратхи оно происходит лишь в определённых условиях.

## История
Первоначально при изучении санскрита в Европе тексты на нём печатались шрифтом деванагари. Однако с самого начала своего существования европейская санскритология испытывала нужду в стандартной передаче индийского письма средствами латинской графики. В 1816 году Франц Бопп наряду с деванагари использовал латинский шрифт с обозначением долгих гласных циркумфлексом (â, î, û), а придыхательных согласных с помощью знака густого придыхания (дасии) или развёрнутой запятой (например, b῾ вместо bh). Сибилянты ṣ и ś он передавал сочетанием «s» со знаками густого и тонкого придыхания (псили): (s῾, s᾿). Моньер-Вильямс в своём словаре 1899 года использовал для тех же звуков sh и ṡ соответственно.
К концу XIX века европейские учёные стали проявлять всё меньший интерес к использованию деванагари в качестве основного средства для передачи санскрита и других языков Индии. Теодор Ауфрехт опубликовал Ригведу целиком латинским шрифтом, точно также обошёлся без деванагари Артур Макдонелл, издав в 1910 году «Ведийскую грамматику», а в 1916 году «Ведийскую грамматику для студентов».
В 1894 году на Международном Конгрессе Ориенталистов в Женеве был принят Международный алфавит транслитерации санскрита (IAST), с помощью которого теперь издаётся большинство санскритских текстов на Западе.